# Bryczka

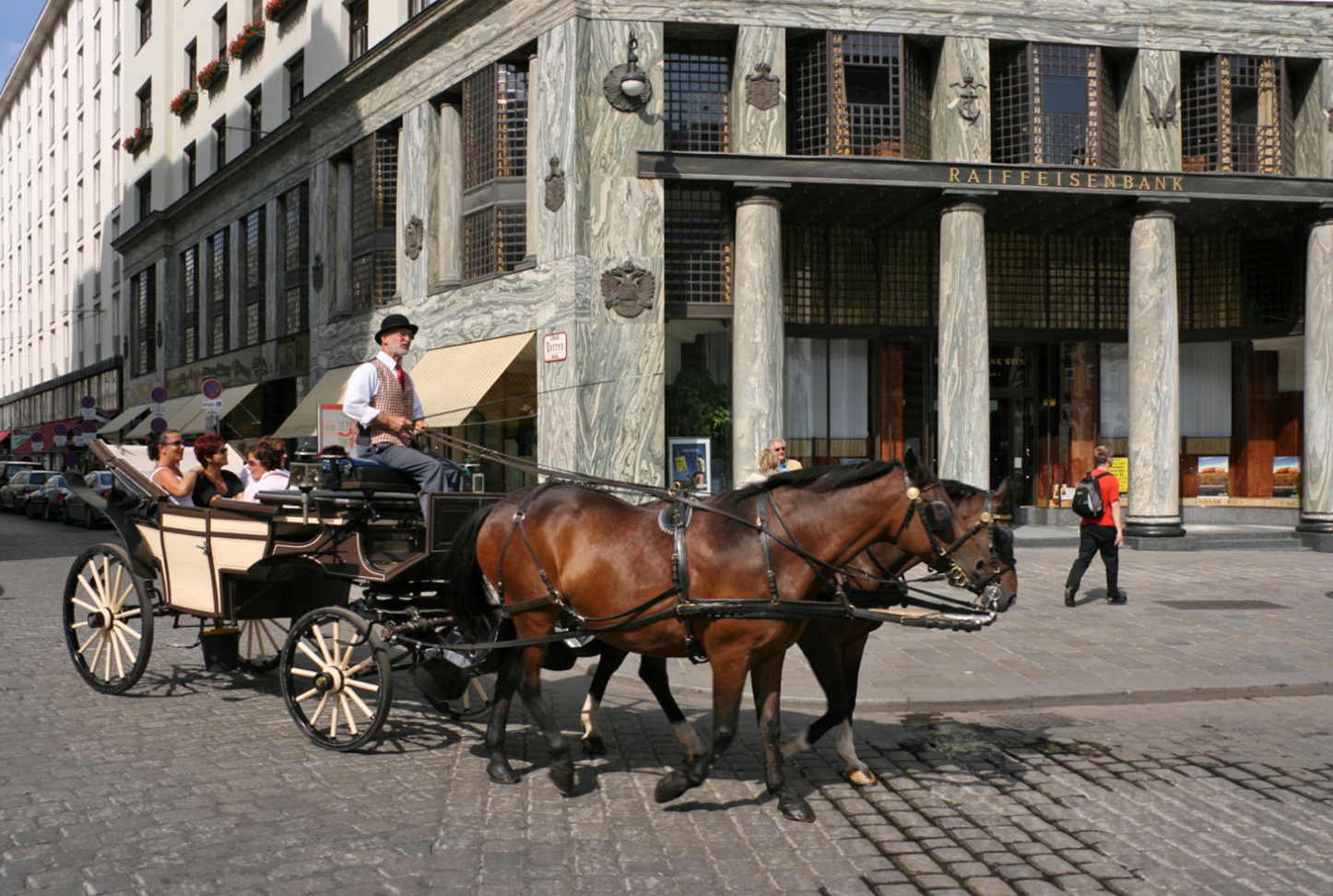
Bryczka w Wiedniu

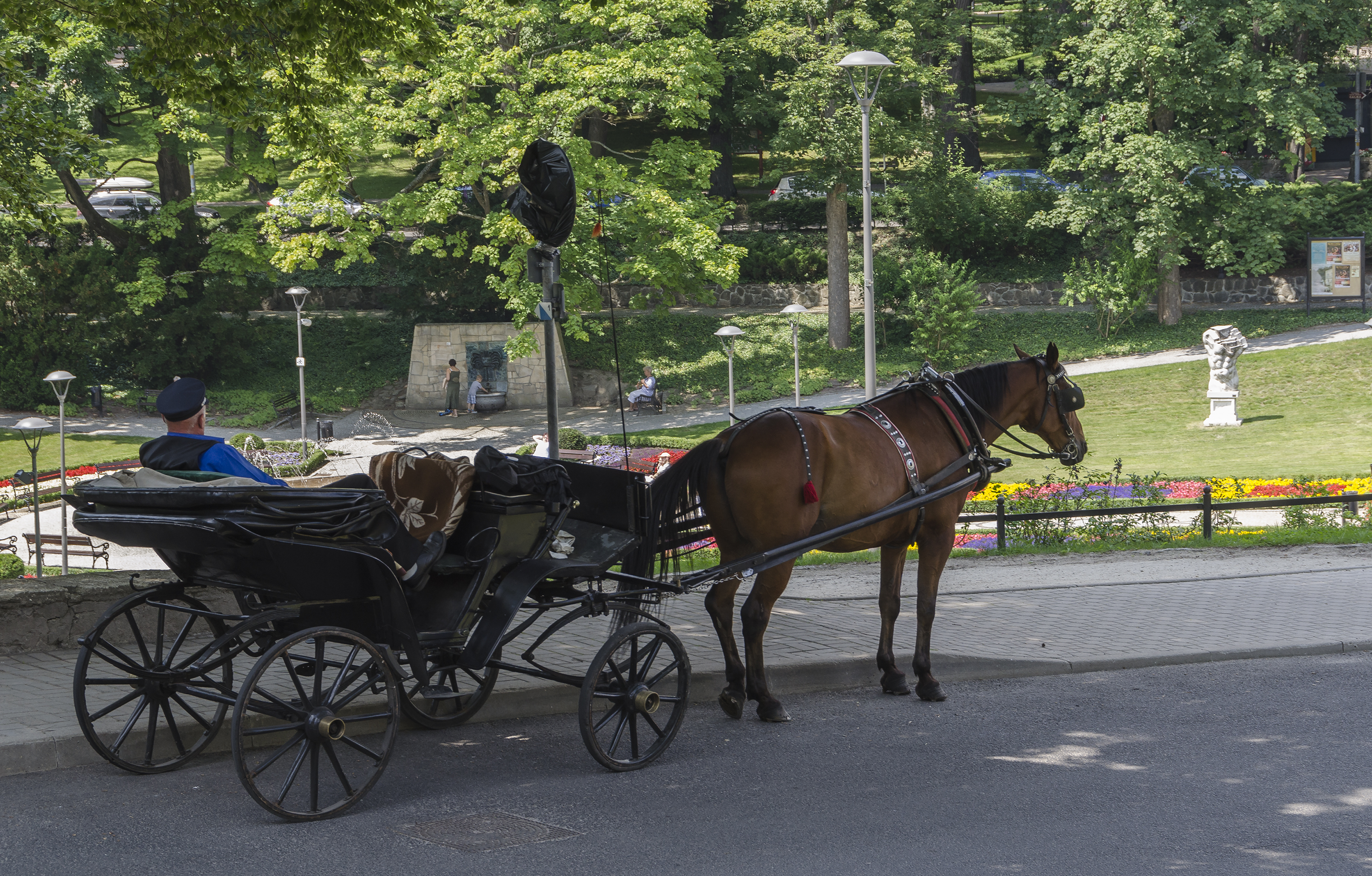
Fiakier w Lądku-Zdroju

Bryczka – czterokołowy pojazd zaprzęgowy, lekki, odkryty, resorowany, od XVIII wieku często używany w Polsce, na wsi, w celach gospodarczych i komunikacyjnych. W Europie Zachodniej bryczka była pojazdem podróżnym.
Aktualnie bryczki używa się głównie w celach turystycznych.